# Noile filme cu Scooby-Doo
Noile filme cu Scooby-Doo (în engleză The New Scooby-Doo Movies) este a doua serie de incarnație a francizei Hanna-Barbera, Scooby-Doo. A avut premiera în 9 septembrie 1972 și a rulat pentru două sezoane pe CBS și este singura serie Scooby Doo de o oră. 24 de episoade au fost produse, 16 în 1972–73 și încă 8 în 1973–74.
Lăsând la o parte dublarea duratei fiecărui episod, Noile filme cu Scooby-Doo a fost diferit de predecesor în adaosul unui invitat special; fiecare episod a avut celebrități din viața reală sau personaje născocite alăturându-se Echipei Misterelor dezlegând misterul. Câteva episoade, în particular cele care au personaje din Familia Addams și Jeannie, a deviat de la formatul original Scooby Doo de a prezenta criminali deghizați în monștri în concept. Noile filme cu Scooby-Doo a fost ultima incarnație Scooby Doo în care Nicole Jaffe o joacă pe Velma Dinkley, din cauza căsătoriei și pensionării sale.
În România, serialul a fost difuzat pe posturile Boomerang și Cartoon Network ca parte a programelor Boomerang Cinema și Cartoon Network Cinema.

## Personaje
- Scooby-Doo
- Shaggy Rogers
- Fred Jones
- Daphne Blake
- Velma Dinkley

## Vocile în engleză

### Personajele principale
- Scooby-Doo - Don Messick
- Shaggy Rogers - Casey Kasem
- Fred Jones - Frank Welker
- Daphne Blake - Heather North
- Velma Dinkley - Nicole Jaffe

## Episoade
| Nr.              | Titlu român                             | Titlu englez                             | Invitat special                       | Ticălosul |
| ---------------- | --------------------------------------- | ---------------------------------------- | ------------------------------------- | --- |
|                  |                                         |                                          |                                       | |
| SEZONUL 1 (1972) |                                         |                                          |                                       | |
|                  |                                         |                                          |                                       | |
| 01               | Fantome în Orașul Fantomă               | Ghastly Ghost Town                       | Cei trei nătângi                      | Robotul Gunslinger și Fantoma de la țigări                                                                                     |
|                  |                                         |                                          |                                       | |
| 02               | Dinamicul caz al lui Scooby Doo         | The Dynamic Scooby Doo Affair            | Batman și Robin                       | Jokerul și Pinguinul |
|                  |                                         |                                          |                                       | |
| 03               | Scooby-Doo și Familia Addams            | Scooby-Doo Meets the Addams Family       | Familia Addams                        | Vulturul |
|                  |                                         |                                          |                                       | |
| 04               | Mare tămbălău                           | The Frickert Fracas                      | Jonathan Winters                      | Sperietoarea de ciori |
|                  |                                         |                                          |                                       | |
| 05               | Ghici cine nu vine la cină              | Guess Who’s Knott Coming to Dinner       | Don Knotts                            | Fantoma căpitanului Moody |
|                  |                                         |                                          |                                       | |
| 06               | Un medium bun este greu de găsit        | A Good Medium is Rare                    | Phyllis Diller                        | Garguii |
|                  |                                         |                                          |                                       | |
| 07               | Jekyll și Hyde                          | Sandy Duncan’s Jekyll and Hyde           | Sandy Duncan                          | Domnul Hyde, Fantoma, Piratul, Șeicul fioros, Dragonul, King Kong, Ursul grizzly, Mumia, Bucătarul Sânge-în-ochi și Vârcolacul |
|                  |                                         |                                          |                                       | |
| 08               | Secretul Insulei Rechinilor             | The Secret Of Shark Island               | Sonny și Cher                         | Omul rechin |
|                  |                                         |                                          |                                       | |
| 09               | Negura                                  | The Spooky Fog                           | Don Knotts (a 2-a apariție)           | Scheletul cotcodăcitor |
|                  |                                         |                                          |                                       | |
| 10               | Stan și Bran                            | Scooby Doo Meets Laurel and Hardy        | Stan și Bran                          | Fantoma lui Sasquatch |
|                  |                                         |                                          |                                       | |
| 11               | Fantoma Baronului Roșu                  | The Ghost of The Red Baron               | Cei trei nătângi (a 2-a apariție)     | Fantoma Baronului roșu |
|                  |                                         |                                          |                                       | |
| 12               | Fantoma din adâncuri                    | The Ghostly Creeps from the Deep         | Harlem Globetrotters                  | Barbă roșie și echipajul său                                                                                                   |
|                  |                                         |                                          |                                       | |
| 13               | Călărețul Fantomă din Hagglethorn Hall  | The Haunted Horseman of Hagglethorn Hall | Davy Jones                            | Călărețul bântuit și monstrul de șanț                                                                                          |
|                  |                                         |                                          |                                       | |
| 14               | Fantoma din sala de muzică              | The Phantom of the Country Music Hall    | Jerry Reed                            | Manechinul viking posedat și manechinul Davy Crockett posedat                                                                  |
|                  |                                         |                                          |                                       | |
| 15               | Cruciații mascați                       | The Caped Crusader Caper                 | Batman și Robin (a 2-a apariție)      | Jokerul și Pinguinul |
|                  |                                         |                                          |                                       | |
| 16               | Dezastru în Loch Ness                   | The Loch Ness Mess                       | Harlem Globetrotters (a 2-a apariție) | Fantoma lui Paul Revere, Fantoma Minuteman și Fantoma soldatului britanic                                                      |
|                  |                                         |                                          |                                       | |
| SEZONUL 2 (1973) |                                         |                                          |                                       | |
|                  |                                         |                                          |                                       | |
| 17               | Misterul insulei bântuite               | The Mystery of Haunted Island            | Harlem Globetrotters (a 3-a apariție) | Cele trei fantome capișon |
|                  |                                         |                                          |                                       | |
| 18               | Vaporul bântuit                         | The Haunted Showboat                     | Josie și Pisicile                     | Fantomele Căpitanului Scavenger și a lui Joe Indianul                                                                          |
|                  |                                         |                                          |                                       | |
| 19               | Scooby-Doo o întâlnește pe Jeannie      | Scooby-Doo Meets Jeannie                 | Jeannie și Babu                       | Jack Canna (Căpitanul Canaby) și partenerul                                                                                    |
|                  |                                         |                                          |                                       | |
| 20               | Spectacolul sportiv al spiritelor       | The Spirited Spooked Sport Show          | Tim Conway                            | Spiritele lui Boild McPhain |
|                  |                                         |                                          |                                       | |
| 21               | Exterminatorul                          | The Exterminator                         | Don Adams                             | Creaturile |
|                  |                                         |                                          |                                       | |
| 22               | Ciudatele vânturi din Winona            | The Weird Winds of Winona                | Speed Buggy și ceilalți               | Făcătorii de vânt |
|                  |                                         |                                          |                                       | |
| 23               | Fabrica de bomboane bântuită            | The Haunted Candy Factory                | Cass Elliot                           | Globurile verzi |
|                  |                                         |                                          |                                       | |
| 24               | Scooby Doo îl cunoaște pe Dick Van Dyke | Scooby-Doo Meets Dick Van Dyke           | Dick Van Dyke                         | Dictatorul fantomatic |
|                  |                                         |                                          |                                       | |

## Legături externe
- Noile filme cu Scooby-Doo la Internet Movie Database
- Noile filme cu Scooby-Doo la TV.com